# Muzeum Herzla
Muzeum Herzla – muzeum biograficzne położone u podnóża Góry Herzla w Zachodniej Jerozolimie. Prezentuje w interaktywny sposób życie i działalność Theodora Herzla, austro-węgierskiego dziennikarza żydowskiego pochodzenia, twórcy i głównego ideologa syjonizmu.
Muzeum zostało wybudowane przez Fundację Jerozolimską, Światową Organizację Syjonistyczną i izraelskie Ministerstwo Oświaty za sumę 3 mln USD.

## Działy Muzeum
Muzeum posiada cztery tematyczne sale. Pierwsza prezentuje młodość Herzla w XIX-wiecznym Wiedniu – bogate życie intelektualne i trudny do ukrycia antysemityzm. Druga sala ukazuje Herzla w 1897 na Pierwszym Kongresie Syjonistycznym. Kolejne ekrany przedstawiają starania Herzla o międzynarodowe poparcie dla idei państwa żydowskiego. Trzecia sala ekspozycji ukazuje badania naukowe Herzla, które prowadził aż do swojej śmierci w wieku 44 lat w Wiedniu. W 1949 został ponownie pochowany, w Jerozolimie, w pobliżu siedziby muzeum. Czwarta, ostatnia sala ekspozycji, to porównanie utopijnej wizji Herzla z dzisiejszą rzeczywistością – nowoczesnym państwem Izrael.